# USB 3.0
L'USB 3.0 és la tercera revisió important del Bus Sèrie Universal (USB-Universal Serial Bus en Anglès) actual estàndard per a la connectivitat de dispositius informàtics.
L'estàndard USB 3.0 té una velocitat de transmissió màxima teòrica de fins a 5 Gbit/s (SuperSpeed USB SS), que és deu vegades més ràpid que el bus USB 2.0 (480 Mbit/s). USB 3.0 redueix significativament el temps requerit per a la transmissió de dades, redueix el consum d'energia i és compatible amb USB 2.0. El Grup Promotor d'USB 3.0 va anunciar el 17 de novembre de 2008, la fi de la definició de les especificacions de la versió 3.0 i es va iniciar la transició dels sistemes al Fòrum d'implementadors d'USB (USB-IF), que és l'entitat gestora de les especificacions d'USB. Aquest fet inicia l'ús de l'especificació USB 3.0 per als desenvolupadors de maquinari per al seu disseny i aplicació en futurs productes.
El bus USB 3.1, alliberat al juliol de 2013, és el successor a l'USB 3.0, millorant la velocitat de transmissió teòrica fins a 10 Gbit/s (1.25 GB/s). Anomenat SuperSpeed+.(Que a la pràctica, han assolit velocitats de 7,6 Gbits/s)
Les especificacions del bus USB 3.2 es van alliberat el setembre de 2017 i mantenen la compatibilitat amb USB3.0 i 3.1, i doblant els canals de dades, doblaria així la Velocitat teòrica de transmissió de l'USB 3.1, fins als 20Gb/s, en funció de quins dels 4 modes de transmissió s'estableixen durant la negociació entre dispositius.

## Sistemes operatius
El primer sistema operatiu que va suportar aquesta interfície de connexió (USB 3.0) va ser Linux, a partir de la versió del kernel 2.6.31, llançada al setembre de 2009. Més tard va ser implementat per Windows 7, Windows 8, Windows 10 i iOS i l'Android.

## Connectors
Standard-A
Una entrada USB 3.0 Standard-A accepta connectors d'USB 3.0 Standard-A i USB 2.0 Standard-A. També és possible connectar USB 3.0 Standard-A a un port USB 2.0 Standard-A. El Standard-A es fa servir per a connectar a un ordinador.
Aquest connector té la mateixa configuració física que el seu predecessor però té 5 pins més. Els pins VBUS, D-, D+, i GND són els necessaris per a la comunicació en USB 2.0. Els pins addicionals d'USB 3.0 són dos parells diferencials i una terra (GND_DRAIN). Aquests dos parells diferencials són per a la transferència de dades SuperSpeed; s'usen per a senyalització SuperSpeed dual simplex. El pin GND_DRAIN serveix per a controlar la CEM i mantenir la integritat en el senyal.
Poden coexistir els ports USB 2.0 i USB 3.0 en un mateix ordinador i les entrades són iguals. No obstant, les USB 3.0 solen diferenciar-se perquè tenen una franja blava (Pantone 300C).

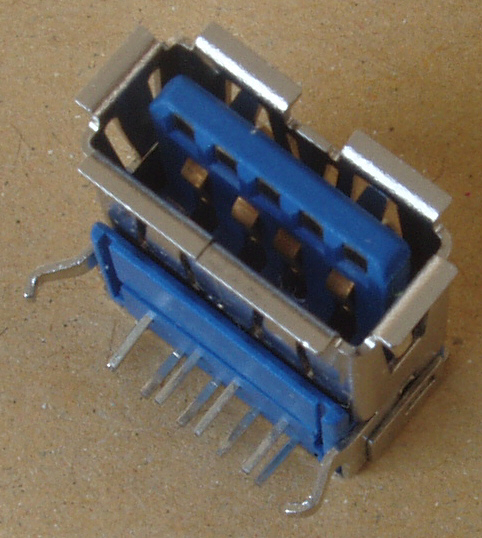
Interfície USB 3.0 Standard-A en blau (Pantone 300C)

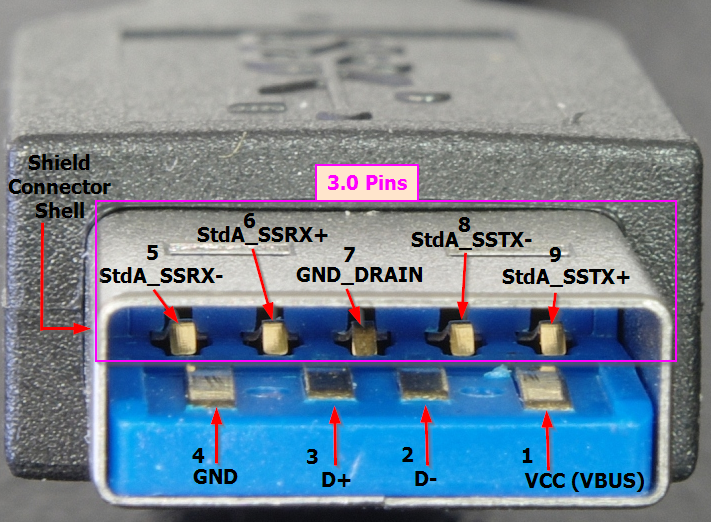
Detall pins i senyals Connector USB3.0 Tipus Standard-A

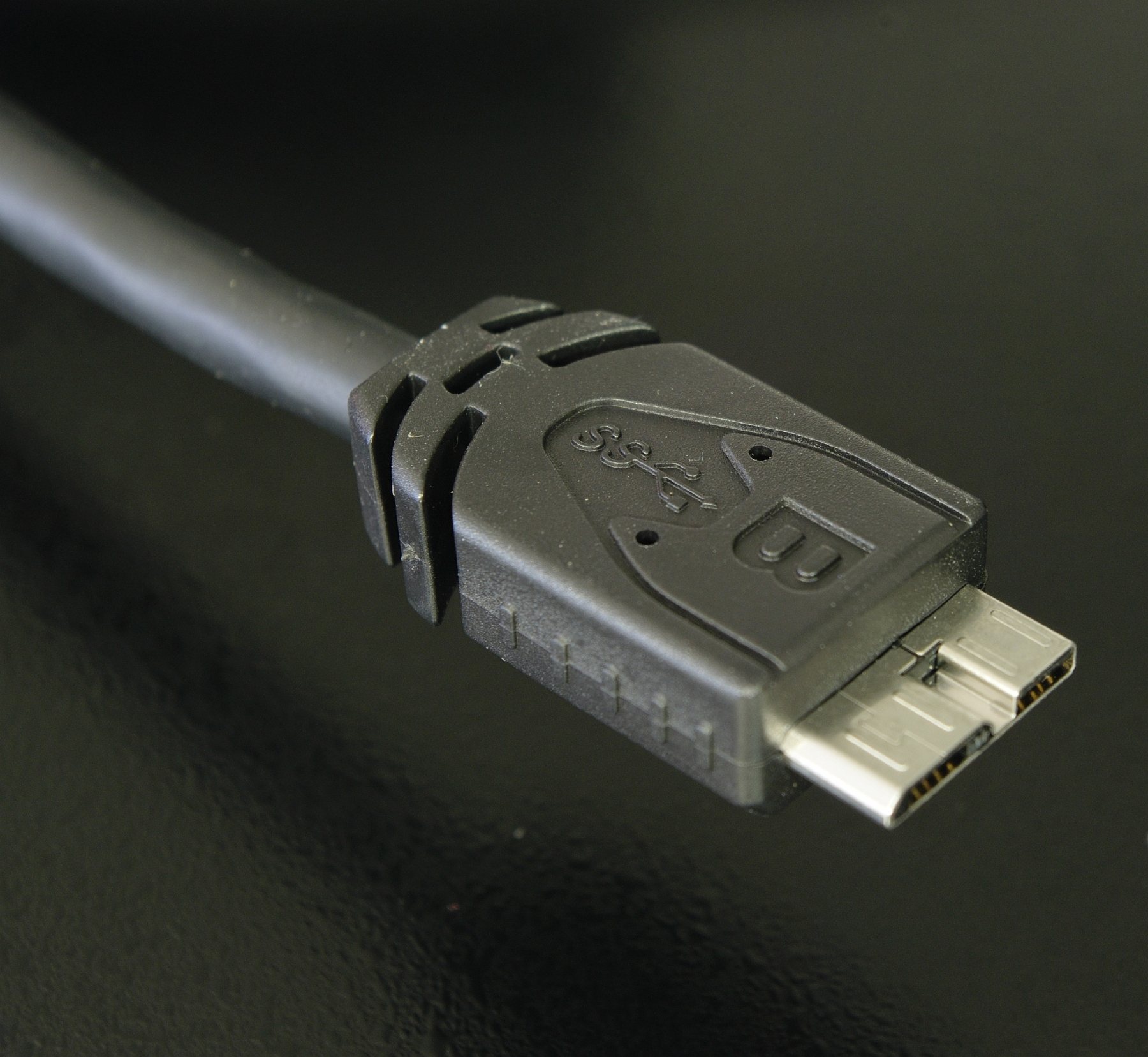
Connector USB 3.0 Micro-B

| Pin   | Color   | Senyal (connector 'A')   | Senyal (connector 'B')   |
| ----- | ------- | ------------------------ | ------------------------ |
| 1     | Vermell | VBUS                     | VBUS                     |
| 2     | Blanc   | D−                       | D−                       |
| 3     | Verd    | D+                       | D+                       |
| 4     | Negre   | GND                      | GND                      |
| 5     | Blau    | StdA_SSRX−               | StdB_SSTX−               |
| 6     | Groc    | StdA_SSRX+               | StdB_SSTX+               |
| 7     | Shield  | GND_DRAIN                | GND_DRAIN                |
| 8     | Morat   | StdA_SSTX−               | StdB_SSRX−               |
| 9     | Taronja | StdA_SSTX+               | StdB_SSRX+               |
| Shell | Shell   | Apantallament a carcassa | Apantallament a carcassa |

| Pin   | Senyal     | Descripció                             |
| ----- | ---------- | -------------------------------------- |
| 1     | VBUS       | Alimentació (+5 Vdc)                   |
| 2     | D-         | Parells diferencials d'USB 2.0         |
| 3     | D+         | Parells diferencials d'USB 2.0         |
| 4     | GND        | Terra VBUS                             |
| 5     | StdB_SSTX- | Parell diferencial emissor SuperSpeed  |
| 6     | StdB_SSTX+ | Parell diferencial emissor SuperSpeed  |
| 7     | GND_DRAIN  | Terra per a senyals STDB_xxxx          |
| 8     | StdB_SSRX- | Parell diferencial receptor SuperSpeed |
| 9     | StdB_SSRX+ | Parell diferencial receptor SuperSpeed |
| 10    | DPWR       | Potència proporcionada pel dispositiu  |
| 11    | DGND       | Terra per a la tornada de DPWR         |
| Shell | Shield     | Apantallament                          |